# Поп
Вижте пояснителната страница за други значения на Поп.
Поп (от гръцки: Παππάς) е масово разпространено название за православен християнски свещеник в България и Русия, въобще на български и руски език. Близко е по смисъл и звучене с „папа“, синоним е и на старобългарското „отец“.Поповете са свещенослужители.